# فليكس سانشيز باس
فيليكس سانشيز باس (بالإسبانية: Félix Sánchez Bas)‏ (من مواليد 13 ديسمبر 1975)، مدرب كرة قدم إسباني، وهو المدرب الحالي للنادي السد.
أمضى معظم حياته المهنية في قطر، أولاً مع منتخبات الشباب الوطنية حتى تم تعيينه كمدرب لمنتخب قطر لكرة القدم في عام 2017. فاز فريقه بكأس آسيا 2019 ووصل إلى الدور نصف النهائي في كأس الكونكاكاف الذهبية 2021.

## المسيرة
انتقل سانشيز، مدرب فريق الشباب التابع لنادي برشلونة، إلى قطر عام 2006 وانضم إلى أكاديمية أسباير. في عام 2013 تم تعيينه مدربًا لفريق قطر لأقل من 19 عامًا، حيث فاز ببطولة آسيا تحت 19 سنة في العام التالي.
في 3 يوليو 2017، بعد فترة مع منتخب تحت 20 و23 سنة، استبدل سانشيز خورخي فوساتي المسؤول عن المنتخب الأول. قاد قطر إلى نهائي كأس آسيا للمرة الأولى في عام 2019، وفاز في جميع المباريات الثلاث للمجموعة والمباريات الإقصائية، وسجل 16 هدفا وأستقبل هدفًا واحدًا في البطولة،
في يناير من عام 2019، تم ربط باس بمنصب مدير أولدهام أثليتيك، من الدوري الإنجليزي.وفي يوليو 2024 تولى تدريب نادي السد القطري بعقد ينتهي في العام 2026.

## وصلات خارجية
- فليكس سانشيز باس على موقع قاعدة بيانات كرة القدم.إي يو (الإنجليزية)
- فليكس سانشيز باس على موقع ناشيونال فوتبول تيمز (الإنجليزية)
- فليكس سانشيز باس على موقع Soccerway.com (الإنجليزية)
- فليكس سانشيز باس على موقع عالم كرة القدم.نت (الإنجليزية)

- Fèlix Sánchez، الملف  على موقع Soccerway